# Gliese 581 f
Gliese 581 f was de mogelijk vijfde exoplaneet die rond Gliese 581 is ontdekt. Gliese 581 f is 20,55 lichtjaar van de aarde verwijderd. Het is de vijfde van de zes planeten in zijn planetenstelsel die is ontdekt. De ontdekking werd aangekondigd op 29 september 2010. De planeet werd ontdekt door het gebruik van het Doppler spectroscoop in het Keck-observatorium op Hawaii in de Verenigde Staten.

## Karakteristieken
De planeet heeft een minimum massa van 7 keer de massa van de aarde. Men suggereert dat het misschien een superaarde is of een gasreus als Neptunus. Het draait op een afstand van 0,758 AE van zijn ster, dat is iets meer dan de afstand tussen de zon en Venus, maar het lijkt te koud op het oppervlak voor vloeibaar water.